# Manuel Boutoumitès
Manuel Boutoumitès (en grec : Μανουὴλ Βουτουμίτης, 1086 - 1112) est un important général byzantin ainsi qu'un diplomate sous le règne d'Alexis Ier Comnène. C'est aussi l'un des plus fidèles partisans de celui-ci. Il joue un rôle déterminant dans la reprise par les Byzantins de Nicée aux dépens des Seldjoukides, dans la reconquête de la Cilicie et agit en tant qu'envoyé de l'empereur lors de plusieurs missions auprès des chefs croisés.

## Premières campagnes contre les Seldjoukides

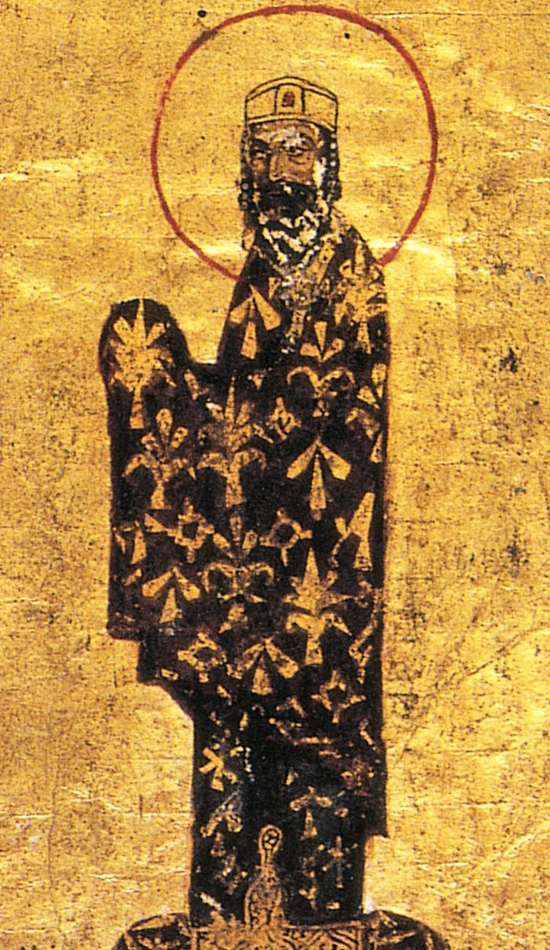
Miniature d'Alexis Ier Comnène dont Manuel Boutoumitès est l'un des plus fidèles généraux.

La première mention de Manuel Boutoumitès apparaît en 1075, il dirige alors les hommes de la troupe personnelle de Michel Maurex et est originaire de Paphlagonie. Boutoumitès apparaît dans l'Alexiade d'Anne Comnène en 1086, quand il est nommé doux de la marine byzantine avant d'être envoyé contre Abu'l Qasim, le gouverneur autonome de Nicée,. Ce dernier se prépare à envoyer une flotte en mer de Marmara pour affronter la flotte byzantine et c'est précisément ce qu'Alexis veut éviter en confiant cette mission à Boutoumitès tandis que Tatikios est chargé d'attaquer les Turcs par la terre. Les deux généraux parviennent à détruire la flotte turque et contraignent Abu'l Qasim à se replier vers Nicée où il conclut une trêve avec les Byzantins.
Plus tard, en 1092, après la victoire du mégaduc Jean Douchas contre l'émir Tzachas de Smyrne, Doukas et Boutoumitès sont envoyés réprimer les rébellions de Karykès en Crète et de Rhapsomatès sur Chypre. Ils commencent par vaincre la révolte de Karykès pour ensuite se diriger vers Chypre qui tombe rapidement. Rhapsomatès sort de la forteresse de Kyrenia pour les affronter mais Boutoumitès parvient à retourner plusieurs de ses soldats qui désertent, ce qui conduit à la fuite de Rhapsomatès. Ce dernier est poursuivi par Manuel Boutoumitès qui le rattrape dans l'église de la Sainte-Croix où le rebelle a trouvé refuge. Contre la promesse d'épargner sa vie, il obtient sa reddition et l'emmène auprès de Jean Doukas. Lors de son séjour à Chypre, il aurait fondé le monastère de Kykkos.

## Première Croisade et siège de Nicée
Boutoumitès est l'un des généraux les plus appréciés d'Alexis. Anne Comnène parle de lui comme le seul confident de l'empereur. De ce fait, il joue un rôle majeur dans les négociations délicates avec la Première Croisade. En 1096, il est envoyé pour escorter Hugues de Vermandois de Dyrrachium à Constantinople et, en 1097, il conduit un petit détachement qui accompagne l'armée des croisés dans sa campagne contre les Turcs en Anatolie.

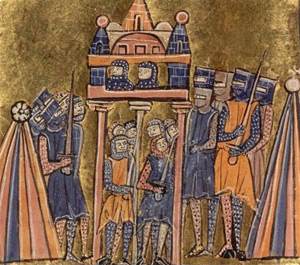
Le siège de Nicée.

Le premier obstacle sur le chemin de la croisade est la ville de Nicée, la capitale des Seldjoukides, qui est assiégée. Boutoumitès a reçu pour consigne de s'assurer de la reddition de la ville aux forces impériales, et non aux croisés, pour garantir la reprise la ville par les Byzantins. Dès la mise en place du siège, Boutoumitès tente de convaincre les Seldjoukides de se rendre et il leur envoie plusieurs lettres. Il leur promet l'amnistie et les menace d'un massacre de grande envergure en cas de prise de la ville par la force par les Croisés. 
Les Turcs acceptent de négocier, permettant à Boutoumitès de rentrer dans la ville. Deux jours plus tard, alors que la nouvelle de l'approche de renforts envoyés par Kilidj Arslan arrive, les Turcs forcent le général byzantin à repartir,. Toutefois, les renforts turcs sont défaits et une troupe impériale, conduite par Boutoumitès prend le contrôle de la route d'approvisionnement de la ville, qui passe par le lac d'Iznik. 
Finalement, 2 000 soldats byzantins dirigés par Tatikios se joignent aux croisés, et les habitants de la ville sont déterminés à accepter les termes de la reddition, fixés par l'empereur Alexis. Boutoumitès entre alors dans Nicée et leur montre le chrysobulle impérial, qui offre des conditions généreuses ainsi que des honneurs à la femme et à la fille du sultan, qui se trouvent dans la cité. 
Cependant, Boutoumitès garde l'accord secret et arrange avec Tatikios un nouvel assaut par les Byzantins et les Croisés, lors duquel il est prévu que la ville soit prise ostensiblement par les soldats byzantins. Le plan fonctionne et le jour de l'assaut final, alors que l'attaque est prévue à l'aube, les Byzantins parviennent à pénétrer dans la cité par les portes qui donnent sur le lac, pour ensuite dresser leurs étendards sur les remparts, alors que les Croisés sont encore à l'extérieur,.
Bien que les Croisés acceptent le déroulement des événements, la prise de Nicée par les Byzantins tend à fragiliser les relations avec les chefs croisés. En effet, les chefs croisés se sentent floués de ne pas avoir pu participer au pillage, malgré les lourdes pertes qu'ils ont subies lors de la bataille contre les renforts turcs. 
Toutefois, le ressentiment est encore plus vif dans les rangs des soldats, privés de la perspective d'un butin, et indignés par le traitement respectueux des Byzantins envers les prisonniers musulmans. Après la chute de la ville, Boutoumitès est nommé doux de Nicée. Il parvient à conserver les soldats croisés, toujours désireux de butin, sous contrôle, en ne les autorisant à pénétrer dans la ville que par groupes de dix, et à apaiser les chefs de la croisade par la fourniture de cadeaux, s'assurant par-là qu'ils continuent à respecter leur serment d'allégeance à Alexis. Il parvient aussi à persuader certains Croisés de s'engager dans l'armée byzantine, pour devenir membres de la garnison de la ville et réparer ses murs.

## Missions auprès des Croisés
En 1099, il est envoyé depuis Chypre avec pour mission de faire la paix avec Bohémond Ier d'Antioche, mais il est retenu prisonnier par ce dernier durant une quinzaine de jours, sans que des négociations n'aient été conduites. 
Quelques années plus tard (vers 1103), Boutoumitès est placé à la tête d'une grande armée pour défendre la Cilicie contre Bohémond. Après la prise d'Attalée, les Byzantins s'emparent de Marach et de la région alentour. Manuel Boutoumitès y laisse une importante force dirigée par Monastras, pour défendre la province et retourne à Constantinople,.
En 1111-1112, il est envoyé auprès du royaume latin de Jérusalem pour s'assurer de son soutien contre Tancrède de Hauteville, le régent de Bohémond à Antioche, qui refuse de se soumettre au traité de Devol de 1108, qui fait de la principauté d'Antioche un vassal de Byzance. Depuis Chypre, Boutoumitès appareille pour Tripoli. Selon l'Alexiade, le comte local, Bertrand de Toulouse, accepte rapidement de soutenir les forces impériales contre Tancrède. Il est même prêt à rendre hommage à Alexis, quand celui-ci viendra assiéger Antioche. Par la suite, les ambassadeurs byzantins sont envoyés à la rencontre de Baudouin Ier, le roi de Jérusalem, qui assiège la cité de Tyr. 
Boutoumitès tente de le persuader de soutenir l'Empire byzantin, en lui offrant une quantité substantielle d'or, et en faisant diverses déclarations exagérées, dont celle selon laquelle Alexis serait déjà en route et aurait atteint Séleucie. Toutefois, Baudouin est mis au courant du manque de crédibilité des déclarations de Boutoumitès, et refuse de lui faire confiance. Il feint d'être d'accord pour attaquer Tancrède, à condition de recevoir les sommes promises préalablement. Cependant, Manuel Boutoumitès comprend les réelles intentions du roi, et refuse de donner suite à ses demandes. De ce fait, la mission diplomatique arrive à son terme sur un constat d'échec et Boutoumitès quitte Jérusalem pour revenir à Constantinople depuis Tripoli.